# Lakeside, Kalifornien
Lakeside är en ort (CDP) i San Diego County, i delstaten Kalifornien, USA. Enligt United States Census Bureau har orten en folkmängd på 20 648 invånare (2010) och en landarea på 17,9 km².